# Vụ án Hinterkaifeck

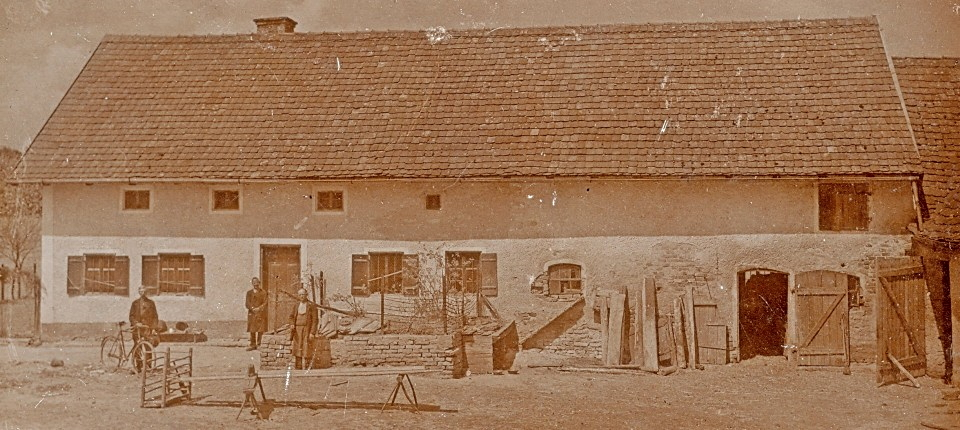
Hinterkaifeck

Vụ án Hinterkaifeck là một vụ thảm sát xảy ra ở một trang trại cách thành phố Munich 70 km2. Nạn nhân bao gồm đôi vợ chồng Andreas Gruber (63) và Cäzilia (72), goá phụ Viktoria Garbiel (35), bé Cäzilia (7), Joesef (2) và cô giúp việc Maria Baumgartner (44) vào ngày 31 tháng 3 năm 1922. Hiện nay, thủ phạm vẫn chưa được xác định.

## Trong điện ảnh
Có hai bộ phim với tên Hinterkaifeck: một của Hans Fegert từ năm 1981, và một của Kurt K. Hieber năm 1991.
Hinter Kaifeck là một bộ phim kinh dị bí ẩn năm 2009 được thực hiện bởi đạo diễn Esther Gronenborn và nhà sản xuất Monika Raebel, cùng các diễn viên
Benno Fürmann vàAlexandra Maria Lara.